# Benyoucef Benkhedda
Benyoucef Benkhedda (Berrouaghia, 23 de febrero de 1920-Argel, 4 de febrero de 2003), político argelino. Farmacéutico de profesión, antiguo militante del MTLD, fue el segundo presidente del Gobierno provisional de la República argelina (GPRA) durante la guerra de Argelia hasta la independencia del país en 1962.

## Educación y compromiso nacionalista
Nació en Berrouaghia (wilaya de Médéa). Hijo de un cadí, frecuentó la escuela coránica y la escuela francesa. A continuación, cursó estudios en el liceo Ibn Rochd (excolegio colonial) en Blida, donde conoció a varios pioneros del nacionalismo argelino, entre ellos Mohamed Lamine-Debaghine, Saad Dahlab, Abane Ramdane, Ali Boumendjel y M´hamed Yazid. "Sois unos cuchillos que se afilan contra Francia" les repetía incansablemente el director del liceo.
Tras la obtención de su bachillerato, entró a la Facultad de Medicina y Farmacia de Argel en 1943, y tras una interrupción de sus estudios, obtuvo el diploma de farmacéutico en 1951. Adhirió al Partido del Pueblo Argelino (PPA) en 1942. Un año después, fue arrestado y torturado en los locales de la DST por haber hecho campaña contra la conscripción de argelinos para combatir a Alemania, en el marco del "affaire" llamado de "los insumisos de Blida". Será liberado ocho meses más tarde.

## Lucha en la guerra de independencia
Fue miembro del comité Central del PPA-MTLD en 1947, y se convirtió en secretario general entre 1951 y 1954. Arrestado en noviembre de 1954, fue liberado en mayo de 1955, y se unió al Frente de Liberación Nacional (FLN) algunas semanas después. Se transformó en el consejero asistente de Abane Ramdane en Argel. En agosto de 1956, fue designado por el Congreso de Soummam miembro del CNRA (Consejo Nacional de la Revolución argelina) y del CCE (Comité de Coordinción y Ejecución) con Abane, Larbi Ben M`hidi, Dahlab y Krim Belkacem. Con los dos primeros constituirá el triunvirato político-militar que dirigirá la organización de la Zona Autónoma. Argel era entonces Capital de la Resistencia.
Secundó directamente a Rahmane en el lanzamiento y la realización de varios proyectos, entre ellos el periódico "El Moudjahid", la creación de la UGTA, el himno nacional "Kassaman". Escapó milagrosamente de las manos de los "paras" del General Jacques Massu, y dejó la capital tras el asesinato de Ben M`Hidi por los soldados de Marcel Bigeard. Viajó al extranjero en nombre del FLN y cumplió numerosas misiones. Visitó capitales árabes en 1957-1958, Yugoslavia, Londres (1958), América Latina (1960), e incluso China en dos oportunidades.
En agosto de 1961 fue designado presidente del Gobierno provisorio de la República argelina. Acabó las negociaciones con Francia comenzadas por el gobierno de Ferhat Abbas, y proclamó el cese de fuego en la víspera del 19 de marzo de 1962, en que Francia reconoció oficialmente la integridad de Argelia, incluido el Sahara, y la soberanía nacional. Fue acogido por la población argelina alborozada el 5 de julio de 1962, día del reconocimiento oficial de la independencia de Argelia por Francia.

## Compromiso político por la democracia
Vivió como un drama personal la crisis del verano de 1962 entre el GPRA y Ahmed Ben Bella, apoyado por el "ejército de la frontera", sobrearmado, y se retiró voluntariamente en favor de este último para evitar "un baño de sangre fratricida". En 1976, firmó con tres antiguos dirigentes de la lucha de liberación (Ferhat Abbas, Hocine Lahoue, Kheir-Eddine) un manifiesto que reclamaba una Asamblea Nacional constituyente electa por sufragio universal, para definir una carta nacional. Los cuatro signatarios fueron puestos bajo arresto domiciliario y sus bienes confiscados.
Bajo el gobierno de Chadli Bendjedid, que proclamó el multipartidismo, fundó con Abderrahmane Kiouane y antiguos amigos del movimiento nacional, "El Ouma", que se fijó como objetivo la Proclamación del 1º de noviembre de 1954, es decir: "El Estado argelino independiente, soberano y democrático en el marco de los principios islámicos".
El objetivo de "El Ouma" era actuar para la unión entre los islamistas y los nacionalistas partidarios de un proyecto de sociedad islámica. El presidente Liamine Zéroual, que sucedió a Chadli, promulgó una ley prohibiendo el uso de la constante "Islam" por los partidos bajo pena de disolución. "El Ouma" se autodisolvió. Al mismo tiempo, fundó con Chaikh Ahmed Sahnoune "el Tadhamoune" cuyo objetivo era denunciar el estado de excepción y las violaciones graves de los derechos humanos que siguieron al golpe de Estado militar de enero de 1992.

## Reconocimiento popular y nacional
Al final de una larga enfermedad, falleció en su domicilio de Argel el 05 Dhou El Hidja (4 de febrero de 2003). Una numerosa multitud lo acompañó al cementerio de Sidi Yahia, donde fue enterrado al lado de su compañero de siempre, Saad Dahlab. En su honor, la universidad de Argel lleva su nombre.
| Predecesor: Ferhat Abbas | Presidente de Argelia 1961-1962 | Sucesor: Abderrahmane Farès |

- Datos: Q2679301
- Multimedia: Benyoucef Benkhedda / Q2679301